# جون جاي رينولدز
جون جاي رينولدز (بالإنجليزية: John J. Reynolds)‏ هو عداء مراثوني أمريكي، ولد في 9 أغسطس 1889 في نيويورك في الولايات المتحدة، وتوفي في 1987.

## وصلات خارجية
- جون جاي رينولدز على موقع أوليمبيديا (الإنجليزية)